# Cônego José Geraldo Vidigal de Carvalho

Cônego José Geraldo Vidigal de Carvalho recebendo a Medalha da Ordem do Legislativo de Minas Gerais, do Romeu Queiroz.

Cônego José Geraldo Vidigal de Carvalho (Viçosa, 1 de dezembro de 1933) é um padre, escritor, historiador e professor universitário brasileiro. É professor emérito da Universidade Federal de Ouro Preto, sendo membro da Academia Mineira de Letras e do Instituto Histórico e Geográfico de Minas Gerais.
Atualmente é vigário da Paroquia de Santa Rita de Cássia, em Viçosa. Foi ordenado padre na Catedral Basílica de Mariana, em 2 de dezembro de 1956. Em 3 de dezembro de 1961 tornou-se cônego catedrático.

## Biografia
Nasceu em 1 de dezembro de 1933, em Viçosa. Era filho de Dr. Christovam Lopes de Carvalho e de Maria Augusta Vidigal de Carvalho.
Realizou seus estudos iniciais na escola particular de Argina Silvino Ferreira, em sua cidade natal. Seu secundário foi realizado no Seminário Menor de Mariana, em Mariana, e no Seminário Coração Eucarístico de Jesus, em Belo Horizonte. Posteriormente retornou à Mariana, tendo se formado em Teologia, pelo Seminário Maior de São José. Também diplomou-se em Filosofia, pela Faculdade Dom Bosco, em São João del Rei. Especializou-se em História do Brasil, pela Universidade Católica de Minas Gerais.

### Magistério
Atuou como professor de História e Francês da Escola Estadual D. Silvério, em Mariana; de Francês, no Seminário Menor de Mariana; de Filosofia, História da América, História do Brasil, e Cultura Religiosa, na Universidade Católica de Minas Gerais, em Mariana; de História, Francês, Economia Política, e Estatística, na Escola da Comunidade, em Mariana; de Introdução aos Estudos Históricos e Teoria da História, no Instituto de Ciências Humanas e Sociais, da Universidade Federal de Ouro Preto. Também atuou durante décadas no Seminário São José de Mariana, lecionando as disciplinas História da Igreja e História da Filosofia Antiga e Medieval.
Foi o primeiro diretor do Instituto de Ciências Humanas e Sociais, da Universidade Federal de Ouro Preto, entre 1979 e 1989.

## Atuação intelectual
Foi diretor do Jornal O Arquidiocesano e da Gráfica Dom Viçoso, de 1960 a 1994; da Fundação Marianense de Educação; e da Revista Rua Direita.
É sócio de diversos institutos culturais, entre elas: a Sociedade Brasileira de Filósofos Católicos, a Academia Marianense de Letras, a Academia de Letras de Viçosa, a Academia Mineira de Letras, Instituto Histórico e Geográfico de Minas Gerais, Instituto Histórico e Geográfico Brasileiro, e outros.

### Academia Mineira de Letras
Assumiu a cadeira 12, da Academia Mineira de Letras, em maio de 2007. A cadeira tem como patrono o Alvarenga Peixoto, e foi assumida depois da morte de Olavo Drummond, em 2006.

### Escritos
Colaborou em diversas revistas especializadas (como Convivium, Reb, Leopoldianum, Presença Filosófica, etc.) e jornais (como o Estado de Minas, Folha da Mata, entre outros).

#### Publicações
- Ideologia e Raízes Sociais do Clero da Conjuração – Século XVIII. Viçosa: Imprensa Universitária da Universidade Federal de Viçosa, 1978.
- Temas Históricos. Belo Horizonte: Júpiter, 1980.
- Temas Oratórios. Belo Horizonte: Júpiter, 1981.
- Temas Sociais. Ouro Preto: Imprensa Universitária da UFOP, 1982.
- Temas Filosóficos. Ouro Preto: Imprensa Universitária da UFOP, 1982.
- Temas Pedagógicos. Ouro Preto: Imprensa Universitária da UFOP, 1983.
- Temas Marianos. Viçosa: Folha de Viçosa, 1984. Com uma segunda edição em 2000.
- Um Historiador Beletrista. Ouro Preto: Imprensa Universitária da UFOP, 1984.
- A Igreja e a Escravidão: Uma Análise Documental. Presença Edições, 1985.
- A Escravidão: Divergências e Convergências. Viçosa: Folha de Viçosa, 1988.
- Temas de História da Igreja no Brasil. Viçosa: Folha de Viçosa, 1994.
- Temas Bíblicos. Viçosa: Folha de Viçosa, 1995.
- Viçosa Honra Dom Viçoso. Viçosa: JARD, 1997.
- Semana Santa. Viçosa: Folha de Viçosa.
- Temas Finais. Viçosa: Folha de Viçosa, 2001.

## Homenagens
Entre as dezenas de homenagens que recebeu, destaca-se, o título de cidadão honorário de Mariana (1978), a medalha do Dia de Minas (1977), a medalha Carlos Chagas, a medalha da Ordem do Mérito Legislativo do Estado de Minas Gerais, e o título de professor emérito da Universidade Federal de Ouro Preto.
Há também um livro sobre a sua história de vida. Sacerdote Inigualável - O olhar dos filhos espirituais sobre o Cônego José Geraldo Vidigal de Carvalho, foi lançado em 2023.